# Weissia subacaulis
Weissia subacaulis är en bladmossart som beskrevs av Mitten 1869. Weissia subacaulis ingår i släktet krusmossor, och familjen Pottiaceae. Inga underarter finns listade i Catalogue of Life.